# Alan Ball Jr.
Alan James Ball, Jr., MBE (Farnworth, 12 de maio de 1945 - Warsash, 25 de abril de 2007), conhecido apenas como Alan Ball, foi um futebolista e treinador de futebol inglês, que atuava como meio-campista.

## Carreira

### Clubes
Em clubes, teve destaque atuando por Blackpool, Everton, Arsenal e Southampton, além da Seleção Inglesa, pela qual jogou entre 1965 e 1975, marcando 8 gols em 75 partidas. Pelo English Team, disputou as Copas de 1966 e 1970, além da Eurocopa de 1968.
Jogou também por Hellenic, Philadelphia Fury, Vancouver Whitecaps, Floreat Athena, Eastern AA e Bristol Rovers, pelo qual encerrou a carreira em 1983, aos 38 anos.

## Treinador
Como treinador, exerceu a função entre 1980 e 1999, com destaque para Portsmouth, Exeter City e Southampton, encerrando a carreira futebolística após a segunda passagem de Ball pelo Portsmouth, sendo o último remanescente do elenco que venceu a Copa de 1966 em atividade.

## Morte
Ball morreu em 25 de abril de 2007, aos 61 anos, vitimado por um ataque cardíaco.

## Títulos
Seleção Inglesa
- Copa do Mundo FIFA: 1966